# Presidio Real de San Diego
El Presidio Real de San Diego, abreviado en Presidio de San Diego, es un sitio histórico ubicado en San Diego (California). El Presidio de San Diego se encuentra inscrito como un Hito Histórico Nacional en el Registro Nacional de Lugares Históricos desde el 15 de octubre de 1966.
Fue establecido por los españoles en 1770, siendo su primer comandante Pedro Fages, cedido el 20 de abril de 1822 al Primer Imperio Mexicano y tomado por los EE. UU. 29 de julio de 1846, durante la Intervención estadounidense en México.

## Ubicación
El Presidio de San Diego se encuentra dentro del condado de San Diego en las coordenadas 32°45′31″N 117°11′36″O / 32.758611, -117.193333.